# Fabienne Delsol
Pour les articles homonymes, voir Delsol.
Fabienne Delsol est une chanteuse française. Fortement influencée par les années 1960, sa musique est un assemblage éclectique de pop, de psychédélisme et de garage musique.

## Biographie
Attirée par la scène musicale britannique, Fabienne Delsol part en 1996 pour Londres où elle fait la rencontre de deux producteurs-ingénieurs, Liam Watson et Ed Deegan. Elle chante alors avec The Bristols, sorte de « projet-studio » supervisé par les deux hommes. 
La même année, leur premier single Questions I Can't Answer sort sur le label indépendant Damaged Goods. Fabienne Delsol entame alors une tournée européenne, qui durera près de cinq ans, avec les membres des Headcoats, Kaisers and Cee Bee Beaumont. 
Après deux albums collectifs et quelques EP, elle décide de mener une carrière solo. En collaboration avec son producteur Liam Watson elle travaille sur son premier album personnel No Time for Sorrows qui sort en 2004. L'album contient le célèbre tube Laisse tomber les filles. C'est d'ailleurs le seul titre en français de l'album. 
Un best-of et un EP plus tard, en 2007, sort Between You and Me, deuxième album de Fabienne Delsol, sur lequel on retrouve Liam Watson à la production. L'album contient de nombreuses collaborations avec des textes de George Miller, Pete Molinari et Peter Bernhards. Contrairement au premier album, Between You and Me contient plusieurs titres français.
En 2010, parait On My Mind, sur le même label, Damaged Goods.